# Brzózka (województwo dolnośląskie)

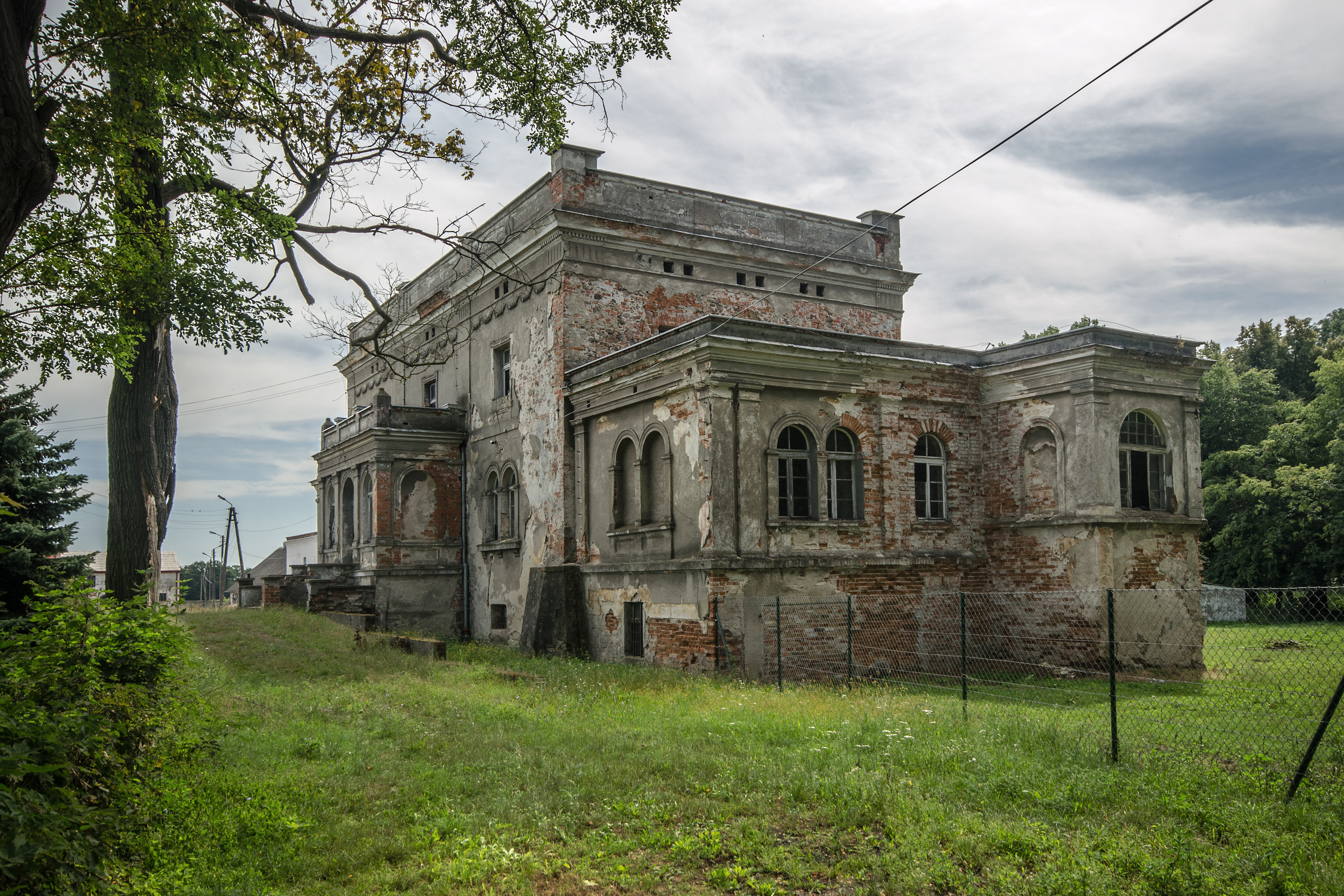
Zespół pałacowy w Brzózce

Brzózka (niem. Dittersbach) – wieś w Polsce, położona w województwie dolnośląskim, w powiecie wołowskim, w gminie Wińsko.

## Integralne części wsi
| SIMC    | Nazwa     | Rodzaj     |
| ------- | --------- | ---------- |
| 0882537 | Mysłoszów | przysiółek |

W latach 1975–1998 miejscowość administracyjnie należała do województwa wrocławskiego.

## Zabytki
Do wojewódzkiego rejestru zabytków wpisany jest:
- zespół pałacowy:
  - pałac, z drugiej połowy XVII w., przebudowany w 1840 r. i w początkach XX w.
  - park, z przełomu XVIII/XIX w.